# Grupo Guignard
O Grupo Guignard é a denominação dada ao grupo de artistas que se formou em torno do pintor Alberto da Veiga Guignard, para com ele ter aulas de desenho e pintura, entre 1943 e 1944, na cidade do Rio de Janeiro então capital do país.

## História
O grupo, de curta duração mas revolucionário, também ficou conhecido como Nova Flor do Abacate alcunha dada ao grupo pelo poeta Manuel Bandeira em um artigo publicado na imprensa carioca, tratando da única exposição realizada pelos integrantes do grupo, em outubro de 1943. A razão para o apelido estava no fato de o ateliê coletivo, localizado na Rua Marquês de Abrantes, no bairro carioca do Flamengo, era anteriormente ocupado pela gafieira "Flor do Abacate".
Guignard já era um notável pintor na época, sendo seu grupo Formado inicialmente por Elisa Byington, Geza Heller e Iberê Camargo, a eles se incluíram posteriormente Alcides da Rocha Miranda, Maria Campello, Milton Ribeiro, Vera Bocayuva Mindlin e Werner Amacher. A única exposição feita pelo Grupo Guignard foi inaugurada no Diretório Acadêmico da Escola Nacional de Belas Artes (ENBA) em 25 de outubro de 1943, com mais de 150 desenhos, aquarelas e guaches de caráter moderno, obtendo grande repercussão na imprensa. Todavia, apenas três dias depois foi desmontada à força por estudantes conservadores, o que chegou a danificar algumas das obras expostas, mas seria reinaugurada na Associação Brasileira de Imprensa, onde o público teve acesso a exposição.
O grupo durou um ano, até Guignard ser convidado por Juscelino Kubistchek para dirigir em Minas Gerais o curso livre de desenho e pintura na Escola de Belas Artes, em Belo Horizonte, que com seu posterior falecimento, tornou-se a atual Escola Guignard.
Rememorando o histórico acontecimento, em 1986, a produção do grupo foi focalizada na exposição "A Nova Flor do Abacate - Grupo Guignard", realizada na Galeria de Arte do Banerj, no Rio de Janeiro.